# Вода
Вода је провидна течност која формира реке, језера, океане и кишу. Она је главни састојак флуида живих бића. Као хемијско једињење, молекул воде садржи један атом кисеоника и два атома водоника, који су повезани ковалентним везама. Вода је течност на стандардној амбијентној температури и притиску, мада се на Земљи често јавља заједно са својим чврстим стањем, ледом; и у гасовитим стању, пари (водена пара). Она се такође јавља у облику снега, магле, росе и облака.
Вода покрива 71% Земљине површине. Она је витална за све познате форме живота. На земљи, 96,5% планетарне воде је у морима и океанима, 1,7% је подземна вода, 1,7% је у глечерима и леденим капама Антарктика и Гренланда, и мала фракција је у другим воденим телима, и 0,001% у ваздуху као пара, облаци (формирани од леда и течне воде суспендоване у ваздуху), и преципитацији. Само 2,5% Земаљске воде је слатка вода, и 98,8% те воде је у леду (изузев леда у облацима) и подземној води. Мање од 0,3% све слатке воде је у рекама, језерима, и атмосфери, и још мања количина Земљине слатке воде (0,003%) је садржана у биолошким телима и индустријским производима.
Вода се на Земљи константно креће кроз хидролошки циклус евапорације и транспирације (евапотранспирација), кондензације, преципитације, и отицања, обично досежући море. Евапорација и транспирација доприносе преципитацији на земљишту. Вода која се користи у производњи добара или услуга је позната као виртуална вода.
Безбедна вода за пиће је есенцијална за људе и друге животне форме, мада она не пружа калорије или органске нутријенте. Доступ безбедној води за пиће је побољшан током задњих декада у скоро свим деловима света, мада приближно једна милијарда људи још увек нема присутуп безбедној питкој води и око 2,5 милијарде немају адекватну санитацију. Постоји јасна корелација између доступа безбедне воде и бруто домаћег производа по глави становника. Међутим, поједини посматрачи су проценили да ће до 2025. више од половине светског становништва бити угрожено недовољним приступом безбедној води. Извештај из новембра 2009. сугерише да ће до 2030. у појединим регионима света који су у развоју потражња за водом премашити понуду за 50%. Вода игра важну улогу у светској економији, пошто она функционише као растварач за широк спектар хемијских супстанци и олакшава индустријско хлађење и транспорт. Приближно 70% слатке воде коју људи користе се троши на пољопривреду.

## Хемијска својства
- Поларност је неравномјерна раздеоба набоја унутар молекула. Узрокована је одељивањем набоја услед неравномерне расподеле електрона у молекулу. Атом кисеоника на челу молекула је електронегативан (тежи привлачењу електрона), па један крај молекула има парцијално негативан набој, а други крај молекула, око водоникових атома, има парцијално позитиван набој. То узрокује асиметричност молекула воде - два атома водоника су под углом од 104.5° везана за атомом кисеоника. Поларност увелико одређује остала својства воде.
- Кохезија је својство молекула воде да успоставља водоничне везе с блиским молекулима. Водонична веза настаје међусобним привлачењем и спонтаним усмеравањем молекула тако да се електронегативни атом кисеоника једног придружује електропозитивним атомима водоника других молекула воде. Водоничне везе међу суседним молекулима се непрестано раскидају и поновно формирају (типична веза има животни век од неколико микросекунди), а сваки молекул воде је у течном стању повезан с око 3½ суседних молекула, што резултира стварањем велике тродимензионалне мреже, која је у чврстом стању леда изразито правилна. Кохезивност условљава: велику површинску напетост воде, капиларност, високу тачку кључања, специфичну топлоту и топлоту испаравања.
- Специфична топлота је количина топлоте коју грам неке материје прими да би му се температура подигла за 1°  (за воду износи 1.0 cal/g). Њен је висок износ код воде проузрокован ширењем водоничних веза. Енергија, која код других течности повећава кретање међу молекулима растварача (подиже температуру), се код воде користи за разбијање водоничних веза међу суседним молекулима. Водени раствори су тако, захваљујући водоничним везама, изузети од великих промена у температури.
- Топлота испаравања је количина енергије потребна да се један грам течности претвори у пару. Ова вредност је висока код воде, јер се током процеса морају разложити водоничне везе. Ово својство чини воду изврсним расхлађивачем.

### Молекул
Вода је течност без мириса и укуса која је присутна скоро свуда: у океанима, морима, рекама, језерима, гасовита у облацима, замрзнута у глечерима или у великим подземним базенима испод кречњачких стена. Воду непрестано користи живи свет који без ње не може да живи. Људско тело чини 72% воде, при чему оно стално уноси и избацује нове количине. Вода је пресудна за метаболизам у организму, пошто омогућује варење и касније растварање хране у ћелијама, али и чишћење ћелија од отпада. Сматра се да би сваког дана у тело требало унети око осам чаша воде, али то није научно поткрепљено пошто многи људи пију знатно мање воде. Како би задовољила своје огромне потребе за водом, људска цивилизација воду црпи испод земље, из река, или из мора, а потом је водоводима доводи у градове, до станова и чесми. Сва вода, хемијски посматрана сачињена је од истог молекула . Ово нам говори да је вода састављена од два атома водоника (H) и једног атома кисеоника (O). Електричне карактеристике и просторни изглед овог молекула су заиста специфичне, па одређују многе од добро познатих својстава воде.

### Агрегатна стања
У зависности од температуре и притиска, растојања између молекула воде су мања или већа, а везе међу њима јаче или слабије па се вода јавља у више стања: чврсто, течно и гасовито. Прелазак воде из једног агрегатног стања у друго постиже се повећањем или смањењем температуре. Вода прелази у гасовито агрегатно стање загрејавањем до температуре од 100 °C. У гасовитом агрегатном стању молекули воде су довољно међусобно удаљени да се могу хаотично кретати без много сударања. Прелазак воде из течног у гасовито агрегатно стање се назива испаравање. У течном агрегатном стању молекули воде су више приближени и они попримају облик суда у коме се налазе. Чврсто агрегатно стање се постиже хлађењем до температуре од 0 °C. У чврстом агрегатном стању молекули воде скоро да се и не померају и граде чврсту кристалну решетку. За разлику од течног и гасовитог стања, чврсто стање не мора да поприма облик суда у коме се налази, већ је у облику кристала. Мање је познато да вода делимично испарава и на нижим температурама од 100 °C, али не у великим количинама. Ово испаравање омогућује да вода непрестано кружи у природи, из земље ка облацима, па потом назад у виду кише и других падавина. Снег је такође вода, пошто је свака пахуља кристал леда малих димензија. Прелазак воде из чврстог у гасовито стање назива се сублимација.

### Аномалија воде
Аномалија воде је веома важна за живот свих водених створења. То је својство да вода која је хладнија од 4 °C увек излази на површину. Лед има мању густину од воде у течном стању па зато плива по површини. Вода је најгушћа на температури од 4 °C, тако да ће се у замрзнутим рекама сва вода хладнија од 4 °C попети ка површини. Аномалија воде омогућава да се реке и језера никад не замрзавају до дна, тако да жива бића у рекама презимљавају у топлој води. Због геометрије свог молекула, вода има низ специфичних својстава, као што је површински напон - карактеристика да на својој површини вода формира опну, што омогућује да се вода увек држи на окупу и између осталог, постепено формира водене капи. Вода је врло ретко чиста, без додатака и примеса. Вода у којој има само  молекула, назива се дестилована и добија се у индустријским погонима и лабораторијама, процесима хемијске дестилације.

### Проводник
Вода се сматра добрим проводником електричне струје. То и није сасвим тачно, пошто чиста вода, , обично не проводи струју. Струја кроз воду протиче захваљујући раствореним минералима. Вода која садржи изузетно велики удео минерала, назива се минерална вода. У њој се налазе поједина једињења која су корисна за организам. Мехурићи који се налазе у флашираним водама су најчешће индустријски додатак додат ради дужег трајања и бољег укуса (додат је гас угљен-диоксид  који се додаје у сва газирана пића). За разлику од слатких, у морској води је растворена количина минерала натријум-хлорида NaCl (кухињске соли). Вода је такође и одличан растварач и то јој омогућава вишеструку употребу. Када је вода топлија растварање је брже.

### Тврда вода
Вода може бити тврда и мека. То је зато што се у свакој води налази растворено на стотине минерала и других једињења. Количине ових једињења су знатно мале, али су веома значајне за живи свет. Када је у води садржај минерала и једињења висок, за воду се каже да је тврда, а када је садржај низак за воду се каже да је мека.

### Значај
Због значаја за опстанак људи, вода има и значајно место у култури. Већина светских религија води придаје симболични значај средстава за прочишћење како од материјалних, тако и од духовних прљавштина. У Библији се вода спомиње 442 пута. У политеистичким религијама, код старих Грка и Римљана, сваки извор воде је имао свога бога заштитника. Грчки филозоф Емпедокле је воду сматрао за један од четири елемента, уз ваздух, ватру и земљу, верујући да је читав свет сачињен од њих. Вода обично симболизује равнодушност. Неправилна експлоатација и загађивање, угрозило је светске залихе воде. Према подацима УНЕСЦО-а, у наредних 20 година резерве пијаће воде ће се смањити за 30%. Сматра се да чак 40% светске популације већ сада нема довољно воде за своје дневне потребе. Према подацима организације WaterAid сваких 15 секунди једно дете умре од обољења изазваног мањком воде.

## Врсте природних вода
Вода се у природи не појављује у хемијски чистом облику, јер на свом путу долази у додир, раствара и прима различите материје. Од количине и врсте ових састојака зависе карактеристике воде. Према својој природи, вода се дели на атмосферску, површинску и подземну.
- Атмосферска вода настаје од падавина као што су киша, снег и лед. Она садржи растворене гасове са којима долази у додир, попут кисеоника и угљен-диоксида. Од чврстих материја садржи нешто прашине и чађи, а у близини мора и нешто соли.
- Површинска вода је она која или лежи на површини тла. Ова вода настаје од атмосферске воде, која директно пада на Земљину површину или оне која се слива у њу са површине тла.
- Подземна вода се налази испод површинске земље. Настаје продирањем падавина од површинских водених токова ка тзв. водонепропусним слојевима (унутар Земљине површине) који се састоје од стена са малом ефективном порозношћу. Ова вода спада у ред чистијих, па се због таквих одлика веома често користи за пиће.[10]

## Особине и распрострањеност
Вода је најраспрострањенија течност на Земљи (запремине ~1500 x 109 km³) и најважнији (поларни) растварач који раствара течности, гасове и многобројне чврсте материје. Вода због поларности поседује изврстан капацитет да раствара различите врсте материја.
Вода је битан састојак живих организама (масени удео воде до 90%) и нужна је за живот свих живих организама. Научници тврде да се жива бића највећим делом састоје од воде и да она чини три четвртине (или више од две трећине) укупне површине Земље. На снимцима Земље из Свемира може се уочити да је велик део Земљине површине покривен водом, око 70%.
Под утицајем Сунчевог зрачења површинска вода непрекидно испарава у атмосферу (тзв. кружење воде у природи), где се кондензује (стварајући кишне или снежне облаке у атмосфери) и у облику падавина (киша, снег, град, роса, иње и магла) враћа се на Земљу, преносећи тако велике масе воде на континенте. То се назива глобалним хидролошким циклусом, који умногоме утиче на климу.
У тропосфери вода чини 80% стакленичких гасова и узрокује задржавање топлоте, те пораст глобалне температуре.
Најједноставнија подела воде је подела на слатке (~4% на Земљи) и слане. Већина је вода на Земљи слана (мора, океани). Позната и подела воде на течну (реке) и стајаћу (нпр. језера, баре, мочваре). Ледењаци заузимају посебно место где је вода у чврсто облику.
Распрострањеност воде (запремински удео)
| морска вода                     | 96,652% |
| поларни лед и ледењаци          | 1,702%  |
| подземна вода                   | 1,631%  |
| површинска вода (језера и реке) | 0,013%  |
| вода у тлу                      | 0,001%  |
| вода у атмосфери                | 0,001%  |

Осим за пиће, припрему хране и за прање, вода се увелико користи за наводњавање пољопривредног тла. Вода као добар растварач опскрбљује биљке минералним материјама и нужна је за фотосинтезу, а у људском организму као главни састојак телесних течности опскрбљује све органе храњивим састојцима и уклања отпадне материје из организма.
Вода је основни састојак свих живих организама. У неких организама чини и 99% њихове масе, а код човека око 70%. Сви биолошки процеси одвијају се искључиво у воденој средини, иако постоје организми који могу дуготрајно преживети стање потпуне дехидратације. Метаболизам, раст и размножавање таквих организама почињу тек након рехидратације. Биолошки макромолекули (беланчевине, нуклеинске киселине, полисахариди) садрже чврсто везану воду, која је нужна за њихову биолошки активну конформацију. Вода није само растварач у којем функционишу ензими него и директни метаболит; супстрат је у свим хидролитичким, а нуспродукт у многим биосинтетским реакцијама. Живи организам непрекидно узима и отпушта воду, што се назива циклусом воде. Водени организми измењују воду дифузијом.
Код копнених биљака та се размена одвија претежно физичким механизмима (капиларне силе у корену; транспирација). Копнене животиње и човек морају пити воду или је прибавити храном која садржи воду. Воду губе мокраћом, фекалијама, дисањем и знојењем. Излучивање воде метаболички је нужно, јер оно омогућује организму да се ослободи некорисних и штетних материја које су растворне у води. Знојење је код многих организама део процеса терморегулације.
Кључни је услов одрживога развоја је одржавање чистоће воде у природним спремиштима и водотоковима. Спречавање загађивања вода најважнији је део заштите животне средине (проводи се аеробна обрада отпада и испитивање каквоће воде).

### Добијање
Вода се може добити директном синтезом из водоника и кисеоника, а настаје као продукт у многим другим хемијским реакцијама. Може се раставити на водоник и кисеоник електролизом, уз додатак јакога електролита ради повећања проводљивости раствора (чиста вода проводи електричну струју, али је врло слаб електролит), или термичком разградњом на више од 1000 °C (превођењем водене паре преко ужарене платинске жице).
У чистој води постоји равнотежа аутојонизације воде, тј. аутопротолиза, у којој један молекул воде делује као киселина, а други као база:
,
Стога је вода амфотерна.
Вода хемијски реагује с оксидима метала и даје базе, а с оксидима неметала формира киселине. Важна реакција воде је и хидролиза. Вода се уграђује у кристалну решетку многих соли, дајући хидратизоване соли. Чиста вода слабо је јонизована, па је моларна концентрација насталих јона врло мала (при 25 °C). Чиста вода је неутрална, тј. pH = 7.
Због поларног карактера свог молекула, вода је одличан растварач за многа јонска и поларна једињења, тако да природна вода (вода у природи) никада није хемијски чиста, јер раствара минералне материје из тла и најчешће садржи калцијумове, магнезијумове и натријумове катјоне те бикарбонатне, хлоридне и сулфатне анјоне. Таква се вода назива тврдом водом, јер се приликом њеног врења стварају нерастворни продукти (најчешће калцијум карбонат) који слабо преносе топлоту, па се материјал загријане посуде прегрева и слабе му механичка својства.
То је посебно штетно за апарате у домаћинству (перилице и бојлере) и парне котлове високог притиска у индустрији. Због тога се природна вода (осим кишнице) за техничку примену мора омекшати. Карбонатна (полазна) тврдоћа воде, узрокована калцијумовим и магнезијумовим бикарбонатима, може се уклонити искувавањем воде или додатком соде, или смеше соде и креча, што узрокује таложење нетопљивих карбоната.
Вода је хомогена смеша управо због растворених материја које могу бити хемијска једињења (нпр. магнезијум сулфат или магнезијум хлорид у мору) или јони метала: катјони (нпр.), анјони (нпр. ), потом молекули (нпр.  у минералној води) и низ других материја које нажалост у воду долазе као онечишћивачи (нпр. фосфати).

## Поларност
Молекул воде поседује диполни момент, тј. молекул воде је поларан. У хемији вреди правило: “Поларно се раствара у поларном“, што ће рећи да се слично раствара у сличноме, тј. поларни ће се молекули растварати у води. Вода је најчешћи растварач. Растворљивост материје у води није равномерна, већ зависи од грађе материје. Растворљивост се мења с променом притиска и температуре при којој се растварање одвија.
Ако се узме за пример сам натријум хлорид који се у води дисоцира, разлаже се на јоне који су хидратизовани:  и , тај се процес може описати једначином:

## Дејонизирање воде и тврдоћа
Дејонизована вода настаје уклањањем растворених соли јонским измјењивачима, а користи се као замена за дестиловану воду.
Како се некарбонатна (стална) тврдоћа воде, узрокована свим осталим у води раствореним солима, не може тако уклонити. За уклањање укупне тврдоће воде (карбонатне и некарбонатне) спроводи се дејонизација воде помоћу измјењивача јона.
У Међународном систему јединица (СИ) укупна тврдоћа воде изражава се као моларна концентрација земноалкалних јона у води (мерна јединица mol/L). Иако не постоји једнозначна таблица тврдоће воде, углавном се сматра како је вода која садржи мање од 1,6 mmol/L калцијумових јона мека (нпр. кишница), од 1,6 до 3,2 mmol/L умерено тврда, од 3,2 до 4,6 mmol/L тврда (нпр. водоводна вода), а уз концентрацију калцијумових јона већу од 4,6 mmol/L врло тврда. Тако према количини растворених материја, воде се деле на меке и тврде воде.
Раније се тврдоћа воде наводила у различитим јединицама, нпр. у немачким ступњевима тврдоће (°dH), па је тако 1°dH одговарао количини јона ,  или  која је еквивалентна масеној концентрацији калцијум оксида (CaO) од 10 mg/dm³.

## Морска вода
Морском водом се назива вода мора и океана. Она садржи знатне количине растопљених соли (више од 35 g/L), а због присутности калцијума и магнезијума у облику хлорида и сулфата, морска је вода врло тврда. Нагриза метале, бетон и неке врсте камена. Изразито је сланог укуса, али се може користити за пиће након десалинизације слане језерске или морске воде (одсољавање).

## Дестилација воде (дестилисана вода)
Поступак одвајања растворених материја из воде назива се дестилација воде. Хемијски чиста вода назива се редестилисаном водом.
Дестилисана вода (од латинске ричи destillare: капати; латински aqua destillata; деминерализована вода, омекшана вода) је дестилацијом прочишћена вода (деломично омекшана вода) која не садржи растворене чврсте материје, тј. којој је уклоњена карбонатна тврдоћа. Дестилисана вода још увек није хемијски чиста вода, али може да садржи само мале до незнатних количина испарљивих нечистоћа.
Добија се једнократном или вишекратном дестилацијом, тј. испаравањем воде и утечњавањем (кондензацијом) водене паре, чиме се вода ослобађа од растворених гасова и растворених или суспендованих чврстих материја (најчешће разних минерала), а кондензује се чиста водена пара. Дестилација конвенционалним методама због велике потрошње енергије прилично је скуп поступак. Кориштењем регенеративне енергије као што је на пример соларна енергија трошкови су знатно нижи.
Дестилисана вода у слободној продаји је битно чистија од изворских. Дестилисана вода није за пиће, због свог бљутавог укуса. Она се употребљава у фармацији, медицини, хемији (као растварач, те у техничке сврхе), индустрији (допуњавање акумулаторских батерија, као сировина у различитим технолошким процесима, као средство за пренос топлоте или материје), у енергетици за претварање кинетичке енергије у електричну, као пара у топлотно-енергетским погонима за загревање и расхлађивање, итд.
У новије доба дестилована вода се све више замењује хемијски чистом водом, добијеном прочишћавањем воде помоћу измјењивача јона, а таква вода се назива дејонизованом водом.
Дестилована вода је у равнотежи с угљен-диоксидом из ваздуха и има проводљивост од око 0.8×10−6 −1. Поновљеном дестилацијом у вакууму може се постићи проводљивост од 0.043×10−6 −1 при 18 °C. Ова гранична проводљивост узрокована је јонизацијом воде.
Испаравањем такве воде до сувог, у већини случајева она испари без остатака карбоната као што је случај код минералне воде.

## Питка вода
Природна вода, која садржи калцијум бикарбонат калцијум хлорид и калцијум сулфат назива се тврда вода.
Питка вода, подземна, бунарска и површинска, је бистра и потпуно прозирна вода, без мириса и боје, а ради доброг укуса треба да садржи растворени кисеоник, угљен-диоксид и растворне соли и др.
Ако вода садржи патогене бактерије, органске материје, нитрате, нитрите и амонијак, те соли гвожђа (које омогућују развој алги), манганове соли (дају води лош укус) или друге штетне материје, вода се мора пре употребе прочистити оксидацијом кисеоником из ваздуха и дезинфиковати хлором или озоном.

## Падавинска вода
Падавинска вода је део падавина, које се испирајући са површине директно или посредно сливају у водне системе. Због све већег загађења атмосфере и земљишта долази до знатног загађења природне воде. На изграђеним површинама прикупља се и испушта с отпадним водама или одвојено од њих.
Таква вода садржи прашину и нешто растворених гасова из атмосфере, а нема растворених соли, па је бљутавог укуса, иако се се понегде користи за пиће.

## Вода у тлу
Вода у тлу је вода коју садржи тло, где је доспела процеђивањем или упијањем. Може бити адехијска, капиларна или подземна вода.
Адехијска вода је вода која се налази у горњем слоју тла, а задржава се силама узајамног молекуларног деловања између честица тла и упијене воде.
Капиларна вода је вода која испуњава најуже поре тла због деловања површинског напона, а појављује се повећањем влажности тла.
Подземне воде су воде које се налазе у тлу, тј. у шупљинама тла. Подземна вода у стенама с међузрнастом порозношћу назива се темељницом. Подземна вода је она вода која може струјати под деловањем гравитационе силе. У везаним стенама, вода се накупља и протиче кроз пукотине. У кршком подручју знатне количине воде протичу подземљем.
Артешка вода, подземна је вода која се под одређеним притиском налази у водопропусном слоју између водонепропусних слојева.

## Отпадна вода
Отпадне воде су воде с раствореним и суспендованим отпадним материјама из домаћинстава, индустрије и пољопривреде. Сирове отпадне воде су загађивачи, који у природне воде (реке и мора) доспевају системом канала или с падавинским водама процесом испирања тла (распршени испусти). Због сложеног састава отпадних вода потребан је низ поступака за прочишћавање, који омогућују поновну употребу или неопасно испуштање у природне воде.
Отпадна вода је вода употребљена у домаћинству или индустрији и обично је толико загађена да се не сме испуштати у водене токове без прочишћавања. Загађивање воде индустријским отпацима ствара у новије доба велику опасност за одржавање биолошке равнотеже у рекама, језерима и морима.

## Минерална вода
Минералном водом назива се природна вода која у једној литри садржи више од 1g свих растворених соли. Испаравањем такве воде до сухог, у већини случајева остају карбонати.
На свакој боци природне минералне воде налазе се подаци о њезином саставу, а тиме и бројност калцијумових и магнезијумових јона.

## Тешка вода
Тешка вода у хемијском је смислу деутеријумов оксид, а у практичном смислу назив за воду која је техничким поступком обогаћена деутеријумом (тзв. тешким водоником).